# Liste der Kulturdenkmale in Jesewitz

Wappen von Jesewitz

In der Liste der Kulturdenkmale in Jesewitz sind die Kulturdenkmale der sächsischen Gemeinde Jesewitz verzeichnet, die bis Mai 2020 vom Landesamt für Denkmalpflege Sachsen erfasst wurden (ohne archäologische Kulturdenkmale). Die Anmerkungen sind zu beachten.
Diese Aufzählung ist eine Teilmenge der Liste der Kulturdenkmale im Landkreis Nordsachsen.

## Jesewitz
| Bild | Bezeichnung                                              | Lage                            | Datierung | Beschreibung | ID       |
| ---- | -------------------------------------------------------- | ------------------------------- | --------- | --- | -------- |
|      | Kriegerdenkmal für die Gefallenen des Ersten Weltkrieges | Alte Dorfstraße 1 (bei) (Karte) | Nach 1918 | Von ortshistorischer Bedeutung. Hoher, monumentaler roter Granitblock auf Ziegelsockel, unbehauen, Vorderseite grob behauen, in den Stein als tiefes Relief eingehauener Adler (leicht zerstört), darunter in ebener Fläche Inschrift „In Ehren ihrer im Weltkriege geopferten Heldensöhne die dankbare Gemeinde Jesewitz“ und Namensaufzählung und weitere Inschrift „Ruhet sanft ihr tapferen Streiter. Ihr habt gekämpft, wir kämpfen weiter“. | 08974923 |

## Bahnhof
| Bild           | Bezeichnung                                            | Lage                       | Datierung | Beschreibung | ID       |
| -------------- | ------------------------------------------------------ | -------------------------- | --------- | --- | -------- |
| Weitere Bilder | Empfangsgebäude und Nebengebäude des Bahnhofs Jesewitz | Bahnhofstraße 1, 3 (Karte) | Um 1875   | Bahnhof der Eisenbahnstrecke Leipzig–Eilenburg (Streckennummer 6370), in Typenbauweise errichtetes Empfangsgebäude mit aufwendig gestalteter Ziegelfassade, von baugeschichtlicher, ortsgeschichtlicher und verkehrsgeschichtlicher Bedeutung. - Bahnhofsgebäude: zweigeschossiger Klinkerbau mit Mittelrisalit, flaches Satteldach im Schweizer Stil, Granitsockel, im Erdgeschoss Segmentbogenfenster, im Obergeschoss und im Drempel Rundbogenfenster, kräftige Gliederung (teilweise in gelben Klinkern) mit Lisenen, Gesimsen (Deutsches Band, Würfelfries, Zahnschnittfries) und Brüstungsfeldern, Fenster neu, zum Teil zugesetzte Türen oder neu - Nebengebäude: Fachwerkbau mit Klinkerausfachung (teilweise), Hauptteil mit Seitenteilen, den Hof umschließend, Pultdächer im Schweizer Stil, teilweise neue Ausfachung | 08974925 |
|                | Villa                                                  | Bahnhofstraße 35 (Karte)   | Um 1905   | Zeugnis der spätgründerzeitlichen Bebauung am Bahnhof, von baugeschichtlicher und ortsbildprägender Bedeutung. - Villa: zweigeschossiger Putzbau auf verwinkeltem Grundriss mit Eingangsbogenhalle, Walmdach (Biberschwanzdeckung), Risalite mit geschweiften Knickgiebel, Fensterumrahmungen in neobarocken Formen - Einfriedung: rotes Klinkermauerwerk mit Torpfeilern, Dreieckgiebelabschluss | 08974922 |

## Bötzen
| Bild           | Bezeichnung                                              | Lage                               | Datierung                 | Beschreibung | ID       |
| -------------- | -------------------------------------------------------- | ---------------------------------- | ------------------------- | --- | -------- |
| Weitere Bilder | Toranlage eines Bauernhofes                              | Birkenplatz 12 (Karte)             | 2. Hälfte 18. Jahrhundert | Seltene, original erhaltene, ursprüngliche Toranlage der Region, von baugeschichtlicher Bedeutung. Massiver Lehm, verputzt, Eingangspforte mit Rundbogen, Tor mit Holzdachkonstruktion und Dachschindeln, hofseitig Stützmauer, Sockel aus Feldsteinen, zum Teil große Findlinge, Holztore zum Teil baufällig. | 08965643 |
|                | Kriegerdenkmal für die Gefallenen des Ersten Weltkrieges | Birkenplatz 13 (gegenüber) (Karte) | Nach 1918                 | Von ortshistorischer Bedeutung auf Sockel stehender Granitpfeiler mit Zackengiebelabschluss, darin Soldatenhelm mit Lorbeerkranz als Halbrelief, seitlich Eiserne Kreuze, vorderseitig Inschrift „1914–1918. So ehrten Ihre im Kampfe für das Vaterland gefallenen Helden die dankb. Gemeinde Bötzen“, folgend Namensaufzählung, „Laßt stolz die Fahnen wehn, die schwarz-weiß-roten. Wer trauern will, hat später Zeit dazu. Nicht Tränen, Taten fordern eure Toten. Dann finden wir in unsern Gräbern Ruh.“, vermutlich später, Ende 1930er Jahre hinzugefügt. | 08965644 |

## Gallen
| Bild           | Bezeichnung                                                                       | Lage                          | Datierung                                           | Beschreibung | ID       |
| -------------- | --------------------------------------------------------------------------------- | ----------------------------- | --------------------------------------------------- | --- | -------- |
| Weitere Bilder | Gasthof mit Geschäftsanbau sowie Saalbau, Scheune und Toreinfahrt eines Gasthofes | Im Rundling 8 (Karte)         | 18./19. Jahrhundert                                 | Charakteristisches und seltenes Ensemble alter Dorfbebauung, überwiegend in Lehmbauweise, zentrale Lage im Dorf, von ortshistorischer und baugeschichtlicher Bedeutung. - Wohnhaus: zweigeschossig, verputzt, massiver Lehmbau, Krüppelwalmdach (Biberschwanzdeckung), straßenseitiger Giebel in Ziegel - Anbau (Ende 19. Jahrhundert): mit Satteldach (Biberschwanzdeckung), verputzter Ziegelbau, originale Fenster und Gliederung mit Putzfaschen und Brüstungsfeldern - Scheune: massiver Lehmbau, verputzt, auf Feldsteinsockel, Satteldach (Biberschwanzdeckung) - hinterer Erweiterungsbau (Ende 19. Jahrhundert): in Klinker, Giebel straßenseitig in Klinkermauerwerk, hofseitig Holztore und -luken, Hof nicht einsehbar - Saalanbau (2. Hälfte 19. Jahrhundert): massiver Ziegelbau, verputzt, Satteldach (Biberschwanzdeckung), Lisenengliederung, große Segmentbogenfenster mit Schlagläden (original), originales hölzernes Portal mit kräftiger, breiter und mehrfach profilierter Kämpferleiste, hohes Oberlicht mit Segmentbogenabschluss - Laden (um 1925): eingeschossiger Ziegelbau, verputzt, Walmdach (Biberschwanzdeckung), auskragende Holztraufe original, zwei große Rechteckfenster, Einfriedung in Klinker, verputzt, Holztor | 08965657 |
|                | Ehemaliges Schulgebäude mit Wirtschaftsanbau                                      | Im Rundling 9 (Karte)         | 1782 (Schule); Ende 19. Jahrhundert (Seitengebäude) | Obergeschoss Fachwerk, die alte Dorfbebauung repräsentierende Struktur mit originaler Bausubstanz in bedeutend zentraler Lage, von ortshistorischem und wissenschaftlich-dokumentarischem Wert. Zweigeschossig, verputzt, Erdgeschoss massiv Lehm, Obergeschoss Fachwerk mit Lehmstakenausfachung, Satteldach (provisorische Deckung), originale Holzgewände und innen originale Decken, Treppen und geschnittene Mittelsäule. Eingeschossiger alter Schulvorbau (Bauernhaus) in massivem Lehm, verputzt, Segmentbogenfenster, originale Holzgewände, Ziegelsockel, Zwischenwand mit Lehmkammmuster, ruinöser Zustand. Vor 2014 abgebrochen. | 08965658 |
| Weitere Bilder | Seitengebäude eines ehemaligen Vierseithofes                                      | Im Rundling 22 (Karte)        | Um 1900                                             | Qualitätvolle und weitgehend original erhaltene Klinkerarchitektur, von baugeschichtlicher Bedeutung. Zweigeschossiger Klinkerbau auf Bruchsteinsockel, Satteldach (Biberschwanzdeckung), Lisenengliederung, Giebelband und teilweise die Gewände mit gelben Klinkern abgesetzt, Erdgeschoss Segmentbogenfenster mit gestuftem Gewände, Obergeschoss Rundbogenfenster im Giebel, originale Fenster mit alter Sprossung, hofseitig viele Holztore und Luken, schmale Zwillingsrundbogenfenster, Gurtgesims mit Würfelfries. | 08965659 |
|                | Seitengebäude und Toranlage eines ehemaligen Vierseithofes                        | Im Rundling 25 (Karte)        | Ende 19. Jahrhundert                                | Markante Toranlage von ortsbildprägender Bedeutung, Seitengebäude mit schönem Ziegelgiebel zum Dorfplatz, von baugeschichtlichem Wert. - Scheune: Klinkerbau auf Bruchsteinsockel, im Drempel Rundbogenfenster, Satteldach (Biberschwanzdeckung), im Giebel Lisenengliederung und Blendbogen mit großem, später eingesetztem (vermutlich ehemals Rundbogenzwillingsfenster) Rechteckfenstern, drei Okuli, unten Segmentbogenfenster, teilweise originale Fenster - Toranlage: mit hohem Korbbogen, ehemalige Verdachung provisorisch ersetzt, Pforte mit kleinem Korbbogen | 08965660 |
| Weitere Bilder | Kriegerdenkmal für die Gefallenen des Ersten Weltkrieges                          | Teichstraße 2 (neben) (Karte) | Nach 1918                                           | Von ortshistorischer Bedeutung. Auf zwei übereinanderliegenden, flachen Platten stehender Granitpfeiler mit allansichtigem hohem Eisernem Kreuz in Reliefarbeit, Vorderfläche, Sockel und Kanten des Pfeilers gebeilte Oberfläche, mittig des Pfeilers eingearbeitete, flache, glatte Flächen mit Inschriften „Dem Gedenken unserer im Weltkrieg gefallenen Kämpfer“, „Den Toten zur Ehrung, den Lebenden zur Erinnerung, den kommenden Geschlechtern zur Mahnung“, „Sie gaben ihr Alles, ihr Leben und Blut, Für uns!“, und Namensaufzählung. | 08965663 |
| Weitere Bilder | Paltrockwindmühle (Eckard-Mühle Gallen)                                           | Zur Mühle 1 (Karte)           | 1924                                                | 1924 zur Paltrockmühle umgebaute ehemalige Bockwindmühle, Windmühle mit teilweise erhaltener Technik, von technikgeschichtlicher und landschaftsprägender Bedeutung. Getreide- und Schrotmühle, ab 1945/47 elektrischer Hilfsmotor mit 16 PS, ursprünglich Doppeljalousienflügel, 1961 und 1971 Mühlenkasten restauriert, später als Wochenendhaus umgestaltet, Ruten fehlen, Stahlträger für Ruten noch vorhanden, vollständig neu verbrettert, Satteldach mit einseitigem Schopf, Pappschindeldeckung. | 08965656 |

## Gordemitz
| Bild           | Bezeichnung                                                             | Lage                                              | Datierung | Beschreibung | ID       |
| -------------- | ----------------------------------------------------------------------- | ------------------------------------------------- | --------- | --- | -------- |
| Weitere Bilder | Sächsisch-Preußischer Grenzstein: Pilar Nr. 37 sowie neun Läufersteine  | (Gemarkung Jesewitz, Flur 6, Flurstück 1) (Karte) | Nach 1828 | Siehe auch Sachgesamtheit 09305644; vermessungsgeschichtlich und landesgeschichtlich von Bedeutung als Zeitdokument der historischen Grenzziehung zwischen Sachsen und Preußen nach dem Wiener Kongress 1815. Reststück eines sächsisch-preußischen Pilars aus Rochlitzer Porphyrtuff, es sind keine Inschriften mehr erkennbar, zugehörig sind neun Läufersteine in unregelmäßigen Abständen auf der Grenzlinie. | 08973310 |
|                | Kriegerdenkmal für die Gefallenen des Ersten Weltkrieges                | An den Teichen 1 (neben) (Karte)                  | Nach 1918 | Von ortshistorischer Bedeutung. Konischer Granitpfeiler auf quadratischem Sockel (grob behauen), Abschluss mit vollplastischem Eisernem Kreuz (Jahreszahlen 1914–1918 darin), Inschrift auf Vorderseite „Unseren gefallenen Helden. Die Gemeinde Gordemitz“ und Namensaufzählung. | 08974926 |
|                | Ehemaliges Zollhaus, heute Wohnhaus, mit daran angebautem Seitengebäude | An der B 87 8 (Karte)                             | Um 1820   | Klassizistischer Putzbau mit nischenartigem Eingangsbereich, straßenbildprägendes Gebäude, von baugeschichtlicher und regionalhistorischer Bedeutung. - Zollhaus: zweigeschossiger Putzbau mit Walmdach, Mittelrisalit, Fenster mit konkav einschwingendem, nischenartigem Eingangsbereich (Oberlicht in Halbkreisform, Tür zugesetzt), kräftiges, bandartiges Gurtgesims (im Mittelrisalit mit Fries laufender Hund bzw. Wasserwogenband), Fenster nach originalem Vorbild saniert - Seitengebäude: eingeschossig (vermutlich ehemals Remise und Scheune), massiv, verputzt, Satteldach, hofseitig Tor | 08974927 |

## Gostemitz
| Bild           | Bezeichnung | Lage                        | Datierung                                                                                 | Beschreibung | ID       |
| -------------- | --- | --------------------------- | ----------------------------------------------------------------------------------------- | --- | -------- |
| Weitere Bilder | Kirche (mit Ausstattung), zwei Grabsteine (für Friedrich und Friedericke Landwüst) an der Kirche und Kriegerdenkmal für die Gefallenen des Ersten Weltkrieges auf dem Kirchhof | Gostemitzer Ring 12 (Karte) | 13. Jahrhundert, später überformt (Kirche); um 1835 (Grabmal); nach 1918 (Kriegerdenkmal) | Romanische Saalkirche mit Westturm, baugeschichtlich, ortsgeschichtlich und ortsbildprägend von Bedeutung. - Kirche: aus Geröllsteinen mit Querwestturm, Turm neu verputzt, Dach neu gedeckt in Biberschwanzdeckung - Kriegerdenkmal: grob gebeilter, oben gerundeter Granitstein auf flachem Sockel, geglättete Inschriftentafel mit den Namen der Gefallenen in Kupferbuchstaben, im Bogenfeld skulpturiertes Eisernes Kreuz mit Eichenlaubkranz, Stahlhelm und Schwert | 08974942 |

## Gotha
| Bild           | Bezeichnung | Lage                                 | Datierung | Beschreibung | ID       |
| -------------- | --- | ------------------------------------ | --- | --- | -------- |
|                | Steinkreuz | (Flur 1, Flurstücke 4 und 8) (Karte) | 17./18. Jahrhundert                                                                                           | Zeugnis einstigen Dorfgerichtswesens, von ortsgeschichtlicher Bedeutung. Im Hang (Böschung) eingestelltes Steinkreuz von ca. 1,10 m mit unterschiedlich großen Kreuzarmen. | 08965820 |
| Weitere Bilder | Wasserstation (mit Treppe und Toreinfahrt)                                                                            | (Flur 3, Flurstück 14/1) (Karte)     | Um 1930 | Eines der letzten erhaltenen Wasserstationshäuser von landschaftsbildprägender Bedeutung. Roter Klinkerbau auf Betonsockel mit mehreckigem (Prismen) Zeltdach im Schweizer Stil (notgedeckt mit Pappe), leicht konischer Unterbau, Wulstringgesims, Rundbogenfenster (zugemauert), seitlich Keller- und Treppenanlage, innen größere Wasserventile mit Teilen der alten technischen Ausstattung, altes Gittertor vor Treppe (sehr zerstört). | 08965821 |
|                | Gutsarbeiterhaus (mit zwei Hausnummern)                                                                               | Am Teich 5, 6 (Karte)                | Ende 19. Jahrhundert                                                                                          | Eingeschossiges Gebäude, Teil der alten Dorfstruktur, in ursprünglicher Bauweise, von sozialgeschichtlicher Bedeutung. Eingeschossig, massiver Lehm, verputzt, Satteldach mit Gauben (vermutlich später), originale Holztraufe, neue Tür, rückseitig teilweise originale Holzgewände, Giebel in Ziegel. | 08965667 |
|                | Gasthof mit Saalanbau                                                                                                 | Am Teich 7 (Karte)                   | Um 1820 (Gasthof); bezeichnet mit 1889 (Saalanbau)                                                            | Zur ursprünglichen Dorfbebauung gehörende Baugruppe, von ortsbildprägender und ortshistorischer Bedeutung. - Gasthof: zweigeschossig, verputzt, Krüppelwalmdach (Biberschwanzdeckung), Erdgeschoss massiv Lehm, Obergeschoss vermutlich Fachwerk, später allseitig Ziegelwand vorgeblendet, Gliederung mit Gurtgesims und Putzfaschen, Fenster teilweise original, in Giebelseite Segmentbogenfenster im Erdgeschoss, Schlagläden neu, Putzbänder, profilierte Holztraufe - Saalanbau: in Ziegel, verputzt, Satteldach (Biberschwanzdeckung), kräftige Lisenengliederung, gliebelseitig drei hohe Segmentbogenfenster, seitlich Eingangsvorbau mit Satteldach und Segmentbogenfenster, rückseitig unverputzte originale Klinkerarchitektur mit Konsolfries, Gebäude auf Bruchsteinsockel, Tür neu, original nur Kämpferleister mit Oberlicht | 08965669 |
|                | Scheune eines Bauernhofes                                                                                             | Groitzscher Straße 6 (Karte)         | Um 1860 | Große Lehmscheune, Teil der alten Ortsstruktur, von baugeschichtlicher Bedeutung, zugleich ortsbildprägend. Massive Lehmwellerscheune auf Bruch- und Feldsteinsockel, Satteldach (einseitig saniert), Giebelseiten in Ziegel, ein Teil als Stall gemauert, Scheunenkeller mit Gewölbe, später eingebaut, hofseitig zwei große originale Holztore. | 08965670 |
|                | Scheune eines Bauernhofes                                                                                             | Lindenstraße 5 (Karte)               | 2. Hälfte 19. Jahrhundert                                                                                     | In der Region seltene, kleine Fachwerkscheune, von baugeschichtlicher Bedeutung. Fachwerk mit Ziegelausfachung, verputzt, Satteldach (Biberschwanzdeckung), Geschossstreben, Drempelgeschoss, Holztür und -fenster original. | 08965672 |
| Weitere Bilder | Ehemalige Brennerei des Rittergutes, mit Anbau und Schornstein, sowie Scheune und Mühlgraben                          | Lindenstraße 18 (Karte)              | 1. Hälfte 19. Jahrhundert (Gutsscheune); bezeichnet mit 1870 (Gutsbrennerei); wohl 1930er Jahre (Schornstein) | Am Standort der ehemaligen zum Rittergut gehörenden Mühle errichtete Brennerei aus der Gründerzeit, markanter Ziegelbau, industriegeschichtlich und ortsgeschichtlich von Bedeutung. - Mühlengebäude, wohl eher alte Brennerei des Gutes (von O. Hertwig erbaut): roter Klinkerbau mit Satteldach, zweigeschossig, Giebelverzierung, neogotischer Vierpassfries aus Ziegelformstein, Dach neu gedeckt, Natursteinsockel, Gebäude wurde in DDR-Zeiten als Schnapsfabrik genutzt - Schornstein: quadratischer Sockel mit Zierfriesen, Unterbau Erbauungszeit vom Haus, Aufbau und Schlot 1930er Jahre - Scheune: Bruchsteinmauerwerk, hohes Satteldach, teilweise verputzt, Klinkertraufgesims, vermutlich original Dachstuhl, (teilweise verformt), Giebel partiell in Hohlblocksteinen - Mühlgraben: Bruchsteinmauerwerk, alte Mauer neu befestigt | 09257001 |
|                | Kriegerdenkmal für die Gefallenen des Ersten Weltkrieges                                                              | Lindenstraße 20 (neben) (Karte)      | Nach 1918 | Von ortshistorischer Bedeutung. Konischer, flacher Granitpfeiler mit kräftigem Kapitell, Abschluss mit freistehendem vollplastischem Adler, in Front in Halbrelief Eichenlaubkranz mit Eisernem Kreuz und Inschrift „Gewidmet den im Weltkriege 1914–1918 gefallenen Helden von Gemeinde und Gutsbesitz Gotha“, folgend Namen der Gefallenen, rückseitige Inschrift „Wie treu zur Fahne Ihr gehalten, soll Treu in unserem Herzen walten“. Erfasst unter der Anschrift Lindenstraße 11 (bei), Gemarkung Gotha, Flur 1, Flurstück 110/1. Umgesetzt auf das Gelände des Rittergutes. | 08965671 |
| Weitere Bilder | Herrenhaus (Nr. 20) sowie Wohn- und Wirtschaftsgebäude (Nr. 21/22) sowie ehemaliger Wirtschaftsgarten des Rittergutes | Lindenstraße 20, 21, 22 (Karte)      | 1. Viertel 18. Jahrhundert; Umbau 1928                                                                        | Schlossähnliches barockes Herrenhaus, Umbau im Art-déco-Stil der 1920er Jahre, markante und ortsbildprägende Gebäudegruppe von baugeschichtlicher und ortshistorischer Bedeutung. Herrenhaus aus dem 18. Jahrhundert, 1928 umgebaut, westlich ein Wirtschaftsgebäude aus dem 18. Jahrhundert (Gutshof sonst abgebrochen). - Herrenhaus: zweigeschossig, massiver Ziegelbau, verputzt, Mansardwalmdach (Biberschwanz-Kronendeckung) mit Gauben, ausschwingende Zufahrtswege, seitlich Wintergarten, originale Innenausgestaltung mit Treppenaufgang, Türen, bemalter Kassettendecke (1928) und Portal - straßenseitig: kräftiger breiter Mittelrisalit mit Dreieckgiebel, Gliederung mit Lisenen, Brüstungsfeldern und weitem Zackengiebel - hofseitig: vorgelagerter breiter Altan (Balkon) mit Balustrade - Wohnhaus: zweigeschossig, Ziegelbau, verputzt, Mansardwalmdach (Biberschwanzdeckung), originale Sandsteingewände und seitlich originales barockes Korbbogenportal, profilierte Traufe - Wirtschaftsgebäude (Ende 19. Jahrhundert oder älter): in Lehmbauweise und teilweise in Ziegel, hohes und steiles Satteldach (Biberschwanzdeckung) mit Gaube (nicht einsehbar), Wirtschaftsgebäude vor 2014 abgebrochen | 08965668 |
|                | Schäferei | Schäfereiweg 6 (Karte)               | 1807 (laut Auskunft des Besitzers)                                                                            | Zu einem ehemaligen Rittergut gehörend, eine der vermutlich ältesten und größten Schäfereien der Region mit originaler Bausubstanz von Seltenheitswert, singuläre Bedeutung, ortsgeschichtlicher Wert. Irrtümlich als Schäfereiweg 32 erfasst. - Schäferei: massiver Ziegelbau auf langgestrecktem Grundriss, verputzt, hohes, steiles Satteldach, originale Holzbalkenkonstruktion, hoher Feldsteinsockel, Korbbogenportale in Giebelseite und zwei in Hofseite, Holzstürze späterer Toreinfahrten (zugemauert) - ehemalige dazugehörige Scheune: stark verändert (kein Denkmal), im Giebel Jahreszahl 1842, letztes Viertel des Baues abgerissen und mit Wohnhaus bebaut | 08965674 |

## Groitzsch
| Bild           | Bezeichnung | Lage                                | Datierung                               | Beschreibung | ID       |
| -------------- | --- | ----------------------------------- | --------------------------------------- | --- | -------- |
| Weitere Bilder | Denkmal für den Gutsbesitzer Hertwig | (Flur 1, Flurstück 123/4) (Karte)   | Bezeichnet mit 1870                     | Von ortshistorischer Bedeutung. Rechteckiger Sockel mit Profilierungen, darauf konisch sich nach oben verjüngender Pfeiler mit Inschrift „Aus Liebe und Dankbarkeit gewidmet, Karl August Hertwig, gest. in Groitzsch am 27. August 1870“, Aufsatz oder Bekrönung fehlt, von abgefasten Sandsteinriegeln beetartig eingefasst, Eisenzaun fehlt (oberer Pfeiler umgestoßen, liegt daneben). | 08965824 |
|                | Lagerkeller im Wald | Hohlweg 4 (hinter) (Karte)          | 19. Jahrhundert                         | Als Teil des ehemaligen Gasthofes der Gemeinde von ortshistorischer Bedeutung, Natursteingewölbe, nicht zugänglich | 08974937 |
| Weitere Bilder | Rittergut Groitzsch (Sachgesamtheit) | Muldenstraße 1, 4, 5 (Karte)        | Bezeichnet mit 1792 (Nr. 5, Küchenhaus) | Sachgesamtheit Rittergut Groitzsch, mit folgenden Einzeldenkmalen: Herrenhaus (Nr. 4) und Scheune (neben Nr. 4, auf L-förmigem Grundriss), siehe Einzeldenkmal 08974939), sowie mit folgenden Sachgesamtheitsteilen: zwei Wohnhäuser (Nr. 1, sogenanntes Torhaus und Nr. 5, sogenanntes Küchenhaus), Stützmauern und Toranlage eines ehemaligen Rittergutes; im Kern barocke Bauten, Herrenhaus mit Fachwerk-Obergeschoss zum Hof, ortshistorische und ortsbildprägende Bedeutung. - Wohnhaus (Nummer 5, ehemals mit Fachwerk-Obergeschoss zum Hof): zweigeschossiger, massiver Putzbau, neu verputzt, neue Kreuzstockfenster, profiliertes Traufgesims aus Holz, Mansarddach mit Mansardfenstern und neuen Fledermausgauben, sogenanntes Küchenhaus, überwiegend ein Neubau (Teile der Umfassungsmauern wohl alt, 1995 Teilabbruch und danach kopierend erneuert) - Wohnhaus (Nummer 1): zweigeschossiger, massiver Putzbau, vollständig erneuert oder ersetzt, Krüppelwalmdach mit Schleppgauben in Biberschwanzdeckung, sogenanntes Torhaus, ein völliger Neubau (Kopie, bis auf Keller 1998/1999 abgebrochen) | 09305693 |
| Weitere Bilder | Herrenhaus (Nr. 4) und Scheune (neben Nr. 4, auf L-förmigem Grundriss) eines ehemaligen Rittergutes (Einzeldenkmale zu ID-Nr. 09305693) | Muldenstraße 4 (Karte)              | 1792                                    | Einzeldenkmale der Sachgesamtheit Rittergut Groitzsch; im Kern barocke Bauten, Herrenhaus mit Fachwerk-Obergeschoss zum Hof, ortshistorische und ortsbildprägende Bedeutung. - Wohnhaus (Gutshaus/Herrenhaus, Nummer 4): zweigeschossiger, massiver Bau, Erdgeschoss verputzt, Fenstergewände in Sandstein, segmentbogiger Eingang mit hölzernem, profiliertem Gewände, alte zweiflüglige Tür mit Knäufen, Kämpfer mit Zahnschnitt und Oberlicht, Obergeschoss Fachwerk, Mansarddach in Biberschwanzdeckung (Kronendeckung), Obergeschossfenster zum Teil mit geschnitzten Gewänden - Scheune: massiver, verputzter Backsteinbau auf L-förmigem Grundriss, hofseitig zwei große korbbogige Scheunentore mit alten Holztoren, Veränderungen durch Vermauerungen und Garageneinfahrten, Satteldach zum Teil in neuer Biberschwanzdeckung mit drei Fledermausgauben | 08974939 |
|                | Speicherbau, wahrscheinlich zum Rittergut Groitzsch gehörig                                                                             | Muldenstraße 5 (gegenüber) (Karte)  | Vor 1800                                | Stattlicher Massivbau, alter Kornspeicher, von bauhistorischer und ortsbildprägender Bedeutung. Zweigeschossiger, massiver Putzbau mit großen, korbbogigen Scheunentoren aus Holz an den beiden Giebelseiten, Durchfahrtsscheune, Obergeschoss mit kleinen Öffnungen und Bergetür, Krüppelwalmdach mit Falzziegeln. Einfriedungsmauer: Stützmauer aus Bruchstein mit Ziegelkrone, Pfosten und Holzzaun. | 08974940 |
|                | Wohnhaus eines Häusleranwesens | Muldenstraße 7 (Karte)              | Um 1880                                 | Im Aussehen authentisch erhaltener Ziegelbau, ortsbildprägende und sozialgeschichtliche Bedeutung. Eingeschossiger, massiver Backsteinbau auf Feldsteinsockel, Segmentbogenfenster mit alter Sprossung, Giebelseite mit hölzernen Schlagläden, Satteldach in Biberschwanzdeckung, Handstrichziegel, talseitiger Giebel mit Rundbogenfenster und kleinen Lünetten, Giebelspitze mit Oculus. | 08974936 |
|                | Kriegerdenkmal für die Gefallenen des Ersten Weltkrieges                                                                                | Muldenstraße 23 (gegenüber) (Karte) | Nach 1918                               | Von ortshistorischer Bedeutung. Ziegelsockel, grob gebeilter Granitstein, oben gerundet, geglättete Tafel mit Inschrift „Unseren Helden“ und den Namen der Gefallenen, Relief eines Stahlhelms, oberer Abschluss durch Eisernes Kreuz, Denkmal wurde innerhalb des Ortes vor 2014 versetzt. | 08974938 |
|                | Seitengebäude eines Gutsarbeiterhauses                                                                                                  | Schmaler Weg 12 (Karte)             | Um 1800                                 | Eingeschossiger Lehmbau, altes Gutsarbeiterhaus des Ortes als schönes Beispiel einstiger Bau- und Lebensweise der ärmeren Dorfbevölkerung, sozialgeschichtlich von Bedeutung. Eingeschossiger, massiver Lehmbau, verputzt, Krüppelwalmdach (Biberschwanzdeckung) mit Schleppgaube, Giebel mit Fachwerk, darin zwei originale Fenster, hofseitig Toreinfahrt und Türen. Wohnhaus selbst kein Denkmal, neu saniert. | 08965676 |
|                | Kapelle auf dem Friedhof, mit Lindenallee und Resten der Friedhofseinfriedung                                                           | Zum Seeblick (Karte)                | 1882–1883                               | Neogotische Friedhofskapelle, von ortshistorischer Bedeutung. Hoher massiver Putzbau mit Lisenengliederung, am Giebel spitzbogige Blendbögen, Spitzbogenfenster, vorgezogener Portikus mit flachem Blendbogen mit eingemauerter Sandsteinplatte, spitzbogiges Portal mit altem Türblatt und Oberlicht, das Kreuz darstellend, kleiner verputzter Dachreiter, halbrundes Steinmosaik vor dem Eingang, im Inneren dreischiffig mit Gewölben auf schlanken Säulen, Einfriedungsmauer aus Ziegel - Friedhof: ursprünglich Grabkapelle des Gutsherrn (Gut Groitzsch) auf dem Rathausberg über einem Seitenarm der Mulde - Einfriedung: heute moderne Einzäunung, lediglich im Norden kleiner Abschnitt in Ziegelmauerwerk (außen verputzt) mit Sandsteinplatten-Abdeckungen (um 2012 vollständig erneuert) - Erschließung: der Topographie folgend zur Kapelle hin ansteigende Wegeachse, keine weiteren Nebenwege erkennbar - Vegetation: Lindenallee entlang der Wegeachse, teils erneuert - Ausstattung: - historisches Grabmal nördlich der Kapelle (Sandsteinkreuz, dahinter alte Esche) - Inschriftentafel an dem Mauersegment nicht gesehen, da Friedhofsgelände zum Zeitpunkt der Besichtigung 2014 abgeschlossen - Sichten: Standort zwar in exponierter Lage, auf Grund des heutigen Gehölzbestandes im Umfeld keine Sichtbeziehung zum Gut auszumachen (jedoch weiter Blick vom Eingang des Friedhofs nach Nordwesten in die Landschaft) Deutung/Bewertung: Als ehemalige Gutskapelle steht die Kapelle mit dem umgebenden Friedhof in enger geschichtlicher Beziehung zum Gut Groitzsch und der Ortsentwicklung. Das Ensemble besitzt außerdem einen baugeschichtlichen und gartenhistorischen Aussagewert. | 08974941 |
|                | Transformatorenstation | Zum Seeblick (Karte)                | Um 1925                                 | Seltene schlanke Bauform, von ortshistorischer und ortsbildprägender Bedeutung. Schlanker Turm auf quadratischem Grundriss, massiver Putzbau mit Ecklisenen, kleiner verbretterter Giebel, Satteldach in Biberschwanzdeckung. | 08974935 |

## Kossen
| Bild | Bezeichnung                  | Lage                                                                                 | Datierung                               | Beschreibung | ID       |
| ---- | ---------------------------- | ------------------------------------------------------------------------------------ | --------------------------------------- | --- | -------- |
|      | Mehrere Grenzsteine          | (Gemarkung Groitzsch, Flur 3, Flurstücke 8, 139, 145, 149, 154/4 und 161/10) (Karte) | Bezeichnet mit 1785 und 19. Jahrhundert | Zeugnisse der Grenzen des ehemaligen Gutsbesitzes (ehemaliger Grenzverlauf am Feldrand und Ortsrand), von regionalhistorischer Bedeutung. Grenzsteine in Sandstein, quadratischer Grundriss mit halbrundem Abschluss, darauf Lachter und Grenzlinienverlaufsmarkierung: - Nummer: 22, Vorderseite (VS): No. 22, 1785, Rückseite (RS): 22 - Nummer: 25, VS: No. 25, 1785 - Nummer: 26, VS: No. 26, 1785 - Nummer: 31, VS: No. 31, RS: verwittert - Nummer: 34, VS: No. 34, 1785, RS: Initialen RC - Nummer: 41, VS: No. 41, 1784, RS: Initialen IJK und RC - Nummer: 58, VS: No. 58, 1784, RS: verwittert - Nummer: 68, VS: No. 48 und 68, 1784, RS: 68 | 08965823 |
|      | Taubenhaus eines Bauernhofes | Auenstraße 15 (Karte)                                                                | Um 1910                                 | Seltenes Taubenhaus in markanter Lage, baulich mit Einfriedung verbunden, ortsgeschichtlich von Bedeutung. Hohes rotes Klinkertürmchen auf rechteckigem Grundriss, zugleich Einfriedungsmauer, Satteldach (Biberschwanzdeckung), unten Toilettenhäuschen mit Holztür, oben Flugöffnungen und seitliche Einstiegsluke. | 08965822 |

## Liemehna
| Bild           | Bezeichnung | Lage                        | Datierung                                                                                  | Beschreibung | ID       |
| -------------- | --- | --------------------------- | ------------------------------------------------------------------------------------------ | --- | -------- |
|                | Gasthof „Zur Goldenen Sonne“ und Saalbau sowie Zwischenbau                                                                         | Am Anger 10 (Karte)         | 1. Hälfte 19. Jahrhundert (Gasthof); Ende 19. Jahrhundert (Saalbau)                        | Gasthaus ein markanter Putzbau, Saalbau mit Ziegelfassade, straßenbildprägende Lage, Erscheinung von ursprünglichem Charakter, ortsgeschichtliche Bedeutung. - Gasthaus: zweigeschossiger, massiver Ziegelbau, verputzt, Krüppelwalmdach (Biberschwanzdeckung), Fenster original, Sohlbänke später in Kunststein eingefügt, rückwärtige Anbauten später (kein Denkmal) - Saalbau: mit seitlicher Eingangstür (original), massiver Klinkerbau mit Lisenengliederung, auf Bruchsteinsockel, Wellblechdach - Verbindungsbau: in Ziegel, verputzt, Satteldach (Biberschwanzdeckung) | 08965651 |
| Weitere Bilder | Kirche (mit Ausstattung), Kirchhof mit Einfriedung, einigen Grabmalen und Kriegerdenkmal für die Gefallenen des Ersten Weltkrieges | Dorfstraße (Karte)          | Um 1200, später überformt (Kirche); 18. Jahrhundert (Grabmale); nach 1918 (Kriegerdenkmal) | Im Kern romanische Saalkirche, mit Westturm, von baugeschichtlicher, ortsbildprägender und ortshistorischer Bedeutung. - Kirche: Umbau nach 1500, 1658–1660 Instandsetzung, Restaurierung 1972–1991, verputzter Bruch- und Feldsteinbau, gerade geschlossener Chor und Querwestturm mit Welscher Haube und Spitzdach, Sakristei und Portalvorhalle - Kriegerdenkmal: hohe, grob behauene Granitstele mit herausgearbeitetem Adler im Halbrelief über glatter Inschrifttafel „Den Heldentod fürs Vaterland starben im Kriege 1914–1918 aus unserem Kirchspiel – folgend Namensaufzählung – Die dankbaren Gemeinden Liemehna, Mutzschlena, Ochelmitz, Pönitz.“ - Grabmale: - 1. Grabmal (Ende 17. Jahrhundert): in Sandstein, mit zwei Medaillons, umrahmt von Akanthusranken, bekrönt von zwei Engelsköpfen und Krone, Inschrift unleserlich, verwittert - 2. Grabmal (Anfang 18. Jahrhundert): Sandstein, an Vorhallenaußenwand, schmale Platte mit geschwungenem Giebelabschluss, mittig Draperie wie Baldachin, seitlich darüber zwei Engelsfiguren in Hochrelief, eine Krone tragend, stark verwittert - 3. Grabmal (18. Jahrhundert): große barocke Grabplatte mit Rollwerkkartusche, unterhalb einzelner und oberhalb zwei Engelsköpfe, stark verwittert - 4. Grabmal (Anfang 19. Jahrhundert): frei stehende Sandsteinstele, Abschluss mit geschwungenem Giebel, auf den Ecken vollplastische Engelsköpfe, mittig Sockel für Kreuzbekrönung (fehlt), Gliederung mit Eckpilastern, im Giebelfeld Palmenwedel, nördliche Seite stark verwittert, an der nördlichen Friedhofsmauer einzelne alte Linden | 08965645 |
| Weitere Bilder | Wohnhaus eines Bauernhofes | Dorfstraße 5 (Karte)        | 1. Drittel 19. Jahrhundert                                                                 | Obergeschoss Fachwerk, Erdgeschoss in Lehmbauweise, in der Region seltene zweiriegelige Fachwerkkonstruktion, von baugeschichtlicher Bedeutung. Zweigeschossig, Erdgeschoss massiv Lehm, verputzt, Obergeschoss Fachwerk mit Ziegelausfachung, Satteldach (Biberschwanzdeckung), Sockel aus großen Feldsteinen, Gewände in Ziegel, saniert. | 08965650 |
| Weitere Bilder | Pfarrhaus und Toranlage eines Pfarrhofes sowie einige Grabsteine auf dem Pfarrhof                                                  | Dorfstraße 20 (Karte)       | 3. Viertel 17. Jahrhundert (Pfarrhaus); um 1800 (Grabmal)                                  | Stattliches regionaltypisches Pfarrgebäude, im Zusammenhang mit Kirchengelände in markanter Ortslage, ursprüngliche Kubatur erhalten, von ortshistorischer Bedeutung. Grabmale auf dem Pfarrhof scheinbar vor 2014 umgesetzt. - Pfarrhaus: zweigeschossig, verputzt, Krüppelwalmdach (Biberschwanzdeckung), vermutlich massiver Lehmbau, Putz und Fenster neu - Seitengebäude: eingeschossig, teils in Lehm, teils in Ziegel, verputzt, auf Feldsteinsockel, einseitiges Krüppelwalmdach (Biberschwanzdeckung), Giebel mit Fachwerk (Ziegelausfachung) - rückseitige Lehmmauer gleichzeitig Einfriedung für Friedhofsgelände - 1. Grabmal (1799) im Pfarrgarten: Doppelkartusche von Engeln gehalten, Abschluss mit geschwungenem Giebel und Wölkchenkartusche mit Inschrift „JESUS“, Inschriften noch gut lesbar, ca. 1,20 m hoch - 2. Grabmal (18. Jahrhundert): im Pfarrgarten, vollplastische trauernde Frauenfigur, über Urne lehnend, auf Sockel, Sandstein, ca. einen Meter hoch, leicht verwittert - 3. Grabmal (18. Jahrhundert): Sandsteinplatte mit Inschrift, umrahmt von Draperie, ca. 80 cm hoch, guter Zustand, Einfriedung Ziegelmauerwerk, verputzt, Pforte mit Segmentbogenabschluss, Pfeiler, verputzt, mit Betonsteinplatte - Seitengebäude (Schuppen, 2. Hälfte 19. Jahrhundert): vor 2014 stark erneuert, daher als Denkmal gestrichen | 08965646 |
| Weitere Bilder | Seitengebäude eines ehemaligen Vierseithofes                                                                                       | Dorfstraße 22 (Karte)       | Ende 19. Jahrhundert                                                                       | Ziegelbau mit markantem Giebel zur Dorfstraße, ortsbildprägende Lage (nahe der Kirche auf einer Anhöhe), einer der wenigen, weitgehend original erhalten gebliebenen Bestandteile einstiger großbäuerlicher Hofanlagen des Ortes, von baugeschichtlicher Bedeutung. Zweigeschossig, roter Klinkerbau, Lisenengliederung, Konsolgesimse, hoher Drempel, Satteldach (Biberschwanzdeckung), große Speicherluke, hofseitig zwei veränderte Hoftore, Segmentbogenfenster. | 08965647 |
| Weitere Bilder | Turmholländer mit technischer Ausstattung                                                                                          | Zschettgauer Straße (Karte) | Um 1880                                                                                    | Von technikgeschichtlicher und landschaftsprägender Bedeutung. Massiver konischer Ziegelbau mit geschwungener Haube (Blechdach) und Wetterfahne, Ruten fehlen, Segmentbogenfenster, später angebrachter Anbau, wahrscheinlich für Motor, zunehmend ruinöser Zustand, Zerfall im Inneren sichtbar. | 08965652 |

## Ochelmitz
| Bild | Bezeichnung                 | Lage                   | Datierung                            | Beschreibung | ID       |
| ---- | --------------------------- | ---------------------- | ------------------------------------ | --- | -------- |
|      | Scheune eines Vierseithofes | Zum Oberdorf 8 (Karte) | 2. Hälfte 19. Jahrhundert            | Weitgehend original erhaltene Lehmscheune mit ortsbildbestimmender Kubatur, von baugeschichtlicher Bedeutung. Massiver Lehmwellerbau auf Feld- und Bruchsteinsockel, Satteldach (Biberschwanzdeckung), hofseitig großes Vordach in Holzkonstruktion mit angebauten Taubenschlägen, mehrere Hoftore, größtenteils in Holz (herausragende Holzbalkenköpfe über Holzsturz), kleinere Tore mit Ziegelgewände, Rückseite teilweise in Ziegel ausgemauert, ehemalige Durchfahrt zugemauert. | 08965654 |
|      | Scheune eines Dreiseithofes | Zum Oberdorf 9 (Karte) | 2. Hälfte 19. Jahrhundert und später | Weitgehend authentische Lehmscheune in strukturell wichtiger Lage, baugeschichtliche Bedeutung. Massiver Lehmwellerbau auf Feldsteinsockel, Satteldach (Biberschwanzdeckung), verputzt, hofseitig zwei große Hoftore mit Korbbogen (vermutlich mit Ziegelgewände), Rückseite unverputzt, ein großes Tor. Angrenzende Ziegelscheune Nummer 9a kein Denkmal. | 08965655 |

## Pehritzsch
| Bild           | Bezeichnung | Lage | Datierung | Beschreibung | ID       |
| -------------- | --- | --- | --- | --- | -------- |
| Weitere Bilder | Mehrere Grenzsteine (Läufersteine) und ein Jagenstein                                                                                            | (Flur 3, Flurstück 31/12; Flur 4, Flurstücke 5/1, 5/2, 7/4, 8/2, 12, 13, 16/6, 16/13, 17/1, 17/2) (Karte) | Nach 1828 | Zeugnisse einer ehemaligen Grenzziehung und -markierung zwischen Sachsen und Preußen (entlang der Gemeindegrenze zu Machern), von landeskundlicher und regionalhistorischer Bedeutung. - Grenzsteine: quadratische Grenzpfeiler in Granit mit flachem Abschluss und leicht gerundeten Ecken, obenauf Lachter und Grenzverlaufsmarkierung, seitlich eingehauene Nummerierungen: Nummer 8, 14, 22, 24, 27, 28, 29, 30, 31 für den östlichen Verlauf durch den Püchauer Wald, Nummer 2, 4–6, 13–15, 19, 21–23, 28, 29, 32 für den westlichen Verlauf von der Südspitze ausgehend - Jagenstein: in Sandstein, quadratischer Pfeiler, ca. 50 cm hoch, leicht pyramidaler Abschluss, eingehauene Nummer „XXVI“, Grenzverlauf, Pehritzsch, Flur 3, Flurstücke 9, 28/10, 31/12, Pehritzsch, Flur 4, Flurstücke 5/1, 5/2, 7/4, 8/2, 12, 13, 16/6, 17/1, 17/2 - Läufersteine von Pilar Nummer 34 der Sächsisch-Preußischen Grenzsteine (dieser Pilar ist nicht mehr vorhanden) | 08965607 |
|                | Herrenhaus, drei Wirtschaftsgebäude, Bedienstetenwohnhaus, Einfriedung und zwei Toranlagen eines Stiftsgutes sowie Tanksäule auf dem Gutsgelände | Hauptstraße 20 (Karte)                                                                                    | 19. Jahrhundert (Wirtschaftsgebäude); um 1905 und später (Herrenhaus)                                                          | Herrenhaus stattlicher traditionalistischer Putzbau, im Kern wohl älter, seltene, repräsentative Portalgestaltung, im Hof eine der letzten existierenden Tanksäulen von technikgeschichtlicher Relevanz, im Ortskern gelegene Anlage von baukünstlerischer und ortshistorischer Bedeutung. - Herrenhaus: zweigeschossig, verputzt, hohes Walmdach mit Zwerchhaus, Vorderseite mit Seitenrisaliten, Seite mit Treppenhausrisalit, Putzgliederung (Bänder und Faschen), weit auskragende profilierte Holztraufe, Portalgestaltung mit zwei Säulen und Architrav in großem Kreisbogen eingestellt - Wirtschaftsgebäude - Große Scheune: massiver Bruch- und Feldsteinbau, Satteldach, hohe Segmentbogentore und schmale Zwillingsfenster mit Klinkergewänden, abgestufte Traufe ebenfalls in Klinker - seitliche Scheunen: zweigeschossiger, massiver Ziegelbau, verputzt, teilweise Putzgliederung erhalten, Satteldach mit Fledermausgauben (Biberschwanzdeckung), großes Zwerchhaus mit Speicherluke, Obergeschoss mit Bergetüren - Stall: Erdgeschoss mit Feld- und Bruchsteinmauerwerk, teilweise verputzt, Obergeschoss in Klinkermauerwerk mit Segmentbogenfenstern, Satteldach (Biberschwanzdeckung) - Bedienstetenwohnhaus: zweigeschossiger, massiver Ziegelbau, verputzt, Walmdach (Biberschwanzdeckung), kräftige Traufe, teilweise originale Fenster, eines mit vergrößertem Format - Einfriedung: hohe Klinkermauer, größtenteils verputzt, mit Dachziegelabdeckung, Tor- und Stützpfeiler mit Bekrönung (stilisierter Pinienzapfen in Betonguss), - Tanksäule mit Ausstattungsresten und Werbemedaillons in Email (ESSO) - Straßenpflaster mit Feldsteinen vor Einfahrt, Hof war nicht einsehbar | 08974934 |
|                | Kriegerdenkmal für die Gefallenen des Ersten Weltkrieges                                                                                         | Hauptstraße 20 (gegenüber) (Karte)                                                                        | Nach 1918 | Von ortshistorischer Bedeutung. Hoher, auf dreistufigem Sockel befindlicher roter Granitpfeiler mit Kämpferplatte, von vollplastischem Adler bekrönt, Vorderseite mit Inschrift „Helden gefallen im Ringen, nie wird ihr Name verklingen“ (in Rot hinterlegt) und Jahreszahlen mit Eisernem Kreuz in Gold, seitlich Namensaufzählungen, rückseitig Inschrift „Ihren tapferen unvergeßlichen Helden aus Treue und Dankbarkeit gewidmet von der Gemeinde Pehritzsch“. | 08974929 |
|                | Scheune und westliches Seitengebäude eines Vierseithofes                                                                                         | Hauptstraße 26 (Karte)                                                                                    | Um 1880 | Scheune Putzbau mit Lisenengliederung, Seitengebäude Ziegelbau mit schöner Giebelgestaltung, baugeschichtliche Bedeutung und straßenbildprägend. - Seitengebäude (erfasst als erste Scheune): Satteldach (Biberschwanzdeckung), Klinker, im unteren Teil verputzt (neu), im Drempel Zwillingsrundbogenfenster mit linearer Verdachung, innen preußisches Kappengewölbe, Giebel mit Konsolfries und hohen Rundbogenfenstern (schmuckvolle Brüstungsfelder und Verdachungen, Fenster zugesetzt und verputzt) - Scheune (erfasst als zweite Scheune): Ziegel, verputzt, Satteldach (Biberschwanzdeckung) mit einseitigem Schopf, Lisenengliederung, teilweise unterkellert, beidseitig drei große Holzrolltore, mittig Giebel mit Glocke und Uhr | 08974930 |
|                | Wohnhaus eines ehemaligen Dreiseithofes | Hauptstraße 27 (Karte)                                                                                    | Um 1800 | Obergeschoss Fachwerk verputzt, typisches Beispiel regionaler bäuerlicher Lebens- und Bauweise in authentischer Erscheinung, von sozialgeschichtlicher Bedeutung. - Bauernhaus: zweigeschossig, Satteldach (Biberschwanzdeckung), Kronendeckung, verputzt, Erdgeschoss massiv Lehm, Obergeschoss Fachwerk, originale Tür und Fenster mit Holzgewänden, eines in Form eines Kreuzstockfensters ausgebildet - Zweites Bauernhaus: massiver Lehmbau auf Feldsteinsockel, teilweise mit Ziegeln unterfahren, teilweise mit Lehmziegeln ausgebessert, rückwärtig originale alte Tür mit Holzgewände, Satteldach mit Handstrichziegeln, hofseitiger Giebel später geziegelt, straßenseitiger in Fachwerk mit Ziegelausfachung, verputzt, originale Holzbalken, Auszugshaus, Abbruch vor 2014 | 08974918 |
|                | Wegestein | Hauptstraße 27 (gegenüber) (Karte)                                                                        | 19. Jahrhundert | Sandsteinpfeiler mit Inschrift, von heimatkundlicher und verkehrsgeschichtlicher Bedeutung. Sandsteinpfeiler mit flachem pyramidalem Abschluss, ca. 90cm hoch. Ortsbezeichnungen und Entfernungsangaben nur noch schwer entzifferbar: „Machern“ und „Püchau“ darunter jeweils Richtungspfeil eingehauen. | 08965609 |
|                | Transformatorenstation | Mühlweg 2 (neben) (Karte)                                                                                 | Um 1925 | Regionaltypische hoher, schlanker Bautyp, Zeugnis der Elektrifizierung, von technik- und versorgungsgeschichtlicher Bedeutung. Schlanker Turm mit Satteldach (Biberschwanzdeckung) und auskragender Holztraufe, originale Eisenblechtür, starke Putzrahmung. | 08974921 |
| Weitere Bilder | Kirche (mit Ausstattung) sowie Kirchhof mit drei Grabsteinen und Erbbegräbnis der Familie Naumann sowie Einfriedungsmauer                        | Ringstraße (Karte)                                                                                        | 1. Hälfte 13. Jahrhundert (Kirche); 18. Jahrhundert (Grabmäler); bezeichnet mit 1773 (Grabmal); um 1915 (Erbbegräbnis Naumann) | Romanische Chorturmkirche, von baugeschichtlicher, ortsbildprägender und ortshistorischer Bedeutung. - Kirche: romanische Chorturmkirche, verputzter Bruchsteinbau mit Sakristei (Restaurierung bezeichnet mit 1976), seitlich Kapelle (bezeichnet mit 1950) in Bruchsteinmauerwerk mit Segmentbogentor und seitlichem Fenster, an der Kirchenaußenwand drei barocke Grabplatten in Sandstein befestigt (stark verwitterter Zustand) - Grabmäler: - 1. Grabmal: große Kartuschen von halbplastischer allegorischer Frauengestalt gehalten, darüber Palmenwedel, Abschluss mit Architrav - 2. Grabmal: große Wappenkartusche von Rollwerk und Voluten umrahmt, zwei schwebende Engel halten darüber eine Krone, Inschrift unleserlich - 3. Grabmal (bezeichnet mit 1773): geteilte Kartusche mit Inschriften auf Sockelbereich, von Rocaillen umrahmt, Bekrönung fehlt - 4. Erbbegräbnisanlage der Familie Naumann: Granit-Mauerfläche mit Spitzbogengiebel und Pilastergliederung, im Blendbogenfeld, davor gestellter, schmaler Pfeiler, darauf hohe halbplastische Urne in Galvanotechnik, von Draperie umrahmt, Anlage von kurzen, grob behauenen Granitpfeilern umgrenzt, dazwischen schmuckvoll gestaltete Eisenkette und Gitterzaun in Front - Einfriedung: gelbes Klinkermauerwerk und rote Ziegelmauer auf Bruchsteinsockel mit Pfeilern, verputzt, Sandsteinplatten- und Ziegelabdeckung, straßenseitig Granittafel mit Inschrift „Selig sind die Toten, die in dem Herrn sterben“ (Offbg. 14/13) an der Ringstraße abgetreppte Stütz- und Einfriedungsmauer, dahinter Treppenaufgänge (zwei Tore) zur Kirche - am Scheitelpunkt der Treppenaufgänge eine stattliche Linde                          | 08974933 |
|                | Auszugshaus und Seitengebäude eines ehemaligen Vierseithofes                                                                                     | Ringstraße 11 (Karte)                                                                                     | Um 1880 | Regionaltypische Ziegelbauten, anspruchsvolle Giebelgestaltung, neben der Kirche markant gelegen, von baugeschichtlicher Bedeutung. Scheune und Auszugsteil (im rechten Winkel angebaut) in Klinkermauerwerk auf Bruchsteinsockel, Erdgeschoss neu verputzt, im Drempel kleine Segmentbogenfenster, Gurtgesims mit Deutschem Band, Giebelfries, Ecklisenen, Satteldach mit Biberschwanzdeckung, Fenster teilweise später zugesetzt, Brüstungsfelder mit Formsteinen (Vierpassmuster). | 08974919 |
|                | Pfarrhaus mit Einfriedungsmauer und Toreinfahrt                                                                                                  | Ringstraße 14 (Karte)                                                                                     | 18. Jahrhundert | Obergeschoss Fachwerk verputzt, von ortshistorischer und ortsbildprägender Bedeutung. Pfarrhaus zweigeschossig, verputzt, Erdgeschoss massiv Lehm, Obergeschoss Fachwerk, Giebel später in Ziegel, Holztraufe, Krüppelwalmdach mit Biberschwanzdeckung (Kronendeckung), Vorhaus im Schweizer Stil mit Inschrift im Giebelfeld „Gott grüße Dich“ und Malerei. Treppen mit Porphyrstufen, rückseitig originales Portal mit Holzgewände und Oberlicht, Mauer mit Bruchstein und Ziegelrollschicht und Pfeilern. Einfriedung mit Torbogen, roten Klinkermauerpfeiler und Sandsteinabdeckung. | 08974920 |

## Weltewitz
| Bild           | Bezeichnung                                                                         | Lage                                                  | Datierung | Beschreibung | ID       |
| -------------- | ----------------------------------------------------------------------------------- | ----------------------------------------------------- | --- | --- | -------- |
| Weitere Bilder | Rest einer Bockwindmühle                                                            | (Gemarkung Jesewitz, Flur 3, Flurstück 144/2) (Karte) | 2. Hälfte 18. Jahrhundert | Stark ruinöse Windmühle, regionaltypischer, landschaftsprägender Baukörper, von baugeschichtlicher und technikgeschichtlicher Bedeutung. Bock und Hausbaum erhalten, Verbretterung vollständig abgefallen, Transmission, Kammrad im unmittelbaren sowie Ruten im weiteren Umfeld der Mühlen erhalten. Dazugehörige Mühlengebäude (Wohnhaus und Lehmscheune) ruinös. | 08965639 |
| Weitere Bilder | Moltke-Linde neben dem Kriegerdenkmal für die Gefallenen des Ersten Weltkrieges     | Lindenplatz (Karte)                                   | 1890 | Von ortsgeschichtlicher und gartenhistorischer Bedeutung, gepflanzt anlässlich des 90. Geburtstags von Helmuth Karl Bernhard von Moltke | 09306262 |
| Weitere Bilder | Kriegerdenkmal für die Gefallenen des Ersten Weltkrieges                            | Lindenplatz (Karte)                                   | Nach 1918 | Von ortshistorischer Bedeutung. Auf zweifach abgesetztem Stufensockel stehender Pfeiler auf quadratischem Grundriss, Granit, Abschluss mit stilisierter Flamme, allseitig in den Giebelfeldern der Kämpferplatte Eisernes Kreuz. Vorderseitig in Hochrelief Schwert, darüber Inschrift „Für unsere gefallenen Helden“, seitlich Namensinschriften, rückseitig Inschrift „Für Treue ward uns der Tod, zur Treue mehre er Euch:“. Denkmal auf angeschüttetem Erdhügel stehend. | 08974916 |
| Weitere Bilder | Kirche (mit Ausstattung), Kirchhof mit Grabmalen und Einfriedung                    | Lindenplatz (Karte)                                   | 14. Jahrhundert und älter (Kirche); Umbau 1693–1694 (Kirche); bezeichnet mit 1694 (Grabmal); bezeichnet mit 1698 (Grabmal); bezeichnet mit 1701 (Grabmal) | Im Kern spätromanische oder spätgotische Saalkirche mit Westturm, von baugeschichtlicher, ortsbildprägender und ortshistorischer Bedeutung. - Kirche: im Kern wohl spätromanische Saalkirche, verputzter Feld- und Bruchsteinbau mit Querwestturm und gerade geschlossenem Chor, Sakristei und Anbau - Grabmale in Sandstein in Kirchenaußenwand (von rechts nach links): - 1. Grabmal (bezeichnet mit 1701): Knospenrauten um Kartusche, bekrönt von einer Krone, Inschrift gut lesbar - 2. Grabmal (bezeichnet mit 1698): mittig Herz mit Inschrift und Flammenbekrönung, von Engelsköpfen flankiert - 3. Grabmal (bezeichnet mit 1693): Engel, großes Tuch mit Inschrift haltend - 4. Grabmal (Anfang 18. Jahrhundert): flaches Gefäß auf Fuß, darauf Stele mit geschwungenem Giebel, seitlich Totenkopf und Ölkanne, Bekrönung mit Fruchtkorb, die meisten in verwittertem Zustand - 5. Grabmal (Anfang 18. Jahrhundert): auf Sockel große, hohe Stele mit geschwungenem Giebelabschluss und Kronenbekrönung, Reste ehemaliger allegorischer Frauengestalten, mittig flache Draperie, stark verwittert - 6. Grabmal (Anfang 19. Jahrhundert): freistehender, hoher, quadratischer Pfeiler mit Kämpferplatte und Halbkugelabschluss, Kreuzbekrönung fehlt, allseitig oberhalb Halbrelieffiguren und Lorbeerkränze, stark verwittert - Einfriedung: Klinkermauerwerk, verputzt, mit Ziegelabdeckung, Pfeiler mit Sandsteinplatten, Pflasterung mit kleinen Feldsteinen, vermutlich erneuert | 08965637 |
|                | Pflasterung des Dorfplatzes und der darauf zuführenden Dorfstraßen                  | Lindenplatz (Karte)                                   | 19. Jahrhundert | Von ortsbildprägender Bedeutung als (selten großräumig) zusammenhängendes und gut erhaltenes historisches Straßenpflaster, ortsentwicklungsgeschichtlicher Wert. Pflaster in kleinen, rundgewaschenen Feldsteinen, zum Teil mit Wasserrinne und Zufahrten. | 08965641 |
| Weitere Bilder | Dorfrichterstein                                                                    | Lindenplatz (Karte)                                   | 17. Jahrhundert/18. Jahrhundert | Als Zeugnis des ehemaligen Dorfgerichtswesens von ortshistorischer Bedeutung, großer, flacher Findling in rotem Granit, glatte unebene Oberfläche | 08965819 |
| Weitere Bilder | Pfarrhaus, Seitengebäude und Einfriedung (mit Pforte zum Kirchhof) eines Pfarrhofes | Lindenplatz 3 (Karte)                                 | 1896 | Dem Kirchhof und der Kirche unmittelbar gegenüberliegendes Pfarrgebäude in Ziegelbauweise, von ortsbildprägendem Charakter und ortshistorischer Bedeutung. - Pfarrhaus: zweigeschossiger, roter Klinkerbau mit Satteldach, Mittelrisalit, Gliederung mit Lisenen, Bändern und Gesimsen in gelben Klinkern, Segmentbogenfenster, hofseitig Vorhaus im Schweizer Stil, originale Fußbodenfliesen - Wirtschaftsgebäude: Klinkerbau mit Satteldach, Gliederung wie Pfarrhaus - Einfriedung: mit Torbogen in Klinker | 08965638 |
|                | Ehemalige Schule, mit später angebauter Parentationshalle zum Kirchhof              | Lindenplatz 4 (Karte)                                 | 19. Jahrhundert (Schule); um 1930 (Aufbahrungshalle) | Von ortshistorischer Bedeutung. Eingeschossiger Ziegelbau, auf verwinkeltem Grundriss, verputzt, Satteldach (Biberschwanz-Kronendeckung), drei hohe Rechteckfenster mit originaler Sprossung, Tür mit originaler flacher Verdachung, Giebelseite mit Segmentbogenfenster und kleinen Giebeleckpodesten, Giebelreiter. Seitlich Vorbau (Flurstück 520) mit großem Holztor, vermutlich später. | 09305287 |
|                | Wohnhaus, zwei aneinandergebaute Seitengebäude und Toranlage eines Bauernhofes      | Lindenplatz 7 (Karte)                                 | 1783 | Seltene geschlossene Hofanlage mit regionaltypischem Bauernhaus in Lehmbauweise, Seitengebäude Fachwerkbauten, eindrucksvolles Beispiel bäuerlicher Bau- und Lebensweise in authentischer Struktur, baugeschichtlich von Bedeutung. - Bauernhaus: zweigeschossiger, massiver, verputzter Lehmbau, Krüppelwalmdach (Biberschwanzdeckung), Portal zum Teil original - Scheune mit Stall: Obergeschoss Fachwerk mit Lehmausfachung, Erdgeschoss massiv in Ziegel und Lehm, verputzt, hofseitig viele Schweinebuchten mit Türen, Scheune mit Holztreppe, rückseitig Feldsteinerdgeschoss, Satteldach und Krüppelwalmdach (Biberschwanzdeckung, teilweise handgestrichen) - Toranlage: massiver Lehm, Überdachung mit kräftigen Holzbalken und Biberschwanzdeckung, Rundbogenportal | 08974917 |
| Weitere Bilder | Wohnhaus und Toreinfahrt eines Bauernhofes                                          | Schmiedegasse 2 (Karte)                               | Um 1900 | Dorfplatzprägendes gründerzeitliches Gebäude mit zeittypischer und für den Ort markanter Fassadengliederung, baugeschichtlich von Bedeutung. - Wohnhaus: zweigeschossig, Satteldach (Biberschwanzdeckung), Seitenrisalite (vermutlich ehemals mit Zwerchhaus, oder -giebel), Erdgeschoss verputzt, Obergeschoss in rotem Klinker, historisch gestaltete Fensterrahmen mit Tudorbogen und Sohlbankkonsolen in Kunststein, neu sanierter Zustand - Einfriedung: einzig zwei große Torpfeiler mit halbrundem Abschluss erhalten geblieben | 08965640 |
|                | Transformatorenstation                                                              | Wöllmener Straße 11 (gegenüber) (Karte)               | Um 1925 | Zeugnis der Elektrifizierung, von technik- und versorgungsgeschichtlicher Bedeutung und in markanter Lage, straßenbildprägend. Putzbau auf Klinkersockel, Satteldach (Biberschwanzdeckung), originale Eisenblechtür, kleines Fenster mit Glasziegelsteinen. | 08974924 |

## Wöllmen
| Bild           | Bezeichnung                                                    | Lage                        | Datierung                                                           | Beschreibung | ID       |
| -------------- | -------------------------------------------------------------- | --------------------------- | ------------------------------------------------------------------- | --- | -------- |
| Weitere Bilder | Kirche (mit Ausstattung), Kirchhof mit Grabmal und Einfriedung | Pehritzscher Straße (Karte) | 2. Hälfte 13. Jahrhundert (Kirche); Mitte 18. Jahrhundert (Grabmal) | Romanische Saalkirche mit mächtigem Westturm, ehemals Wallfahrtskirche Liebfrauen, barockes Grabmal auf dem Kirchhof, von baugeschichtlicher, ortsbildprägender und ortshistorischer Bedeutung. - Kirche: im Kern spätromanische Saalkirche mit mächtigem Westturm und gerade abschließendem Chor, verputzter Feldsteinbau, Erneuerung 1720 - Grabmal: in rotem Sandstein flache Grabstele mit Kartusche, von allegorischen Frauenfiguren flankiert, darüber Kartusche mit Herz und Rocaillen, von zwei Engelsfiguren gehalten, Abschluss (vermutlich Kreuz) fehlt, noch sehr gut erhaltene Figuren, rückseitig Inschriftentafel von reliefiertem Blumenkorb bekrönt - Einfriedung: vermutlich Feldsteinmauerwerk, stark verputzt, Abdeckung mit Ziegeln, die kräftigen Pfeiler mit Sandsteinplatten | 08965666 |

## Wölpern
| Bild           | Bezeichnung | Lage                     | Datierung                                                              | Beschreibung | ID       |
| -------------- | --- | ------------------------ | ---------------------------------------------------------------------- | --- | -------- |
| Weitere Bilder | Kirche (mit Ausstattung), Kirchhof mit Einfriedung sowie Grabmal eines unbekannten Soldaten und Kriegerdenkmal für die Gefallenen des Zweiten Weltkrieges | Zum Dorfplatz (Karte)    | 13. Jahrhundert (Kirche); 1838 (Kirchturm); nach 1945 (Kriegerdenkmal) | Spätromanische Saalkirche mit klassizistischem Westturm, von baugeschichtlicher, ortsbildprägender und ortshistorischer Bedeutung. - Kirche: spätromanische Saalkirche mit viergeschossigem Westturm und gerade abschließendem Chor, verputzter Bruch- und Felssteinbau - Kriegerdenkmal: in Stein großes Eisernes Kreuz auf Stele mit Namensinschriften, davor Holztafel mit Inschrift „Zum Gedächtnis an unsere Gefallenen“ und reliefiertes Eisernes Kreuz, im Halbkreis davor angeordnet weitere fünf Holztafeln mit Namensinschriften und reliefiertem Eichenlaub, Grabmal für unbekannten Soldaten mit einfachem, kleinen Holzkreuz und Emailschild mit Inschrift „Hier ruht ein unbekannter Soldat, gefallen 1945, den Lebenden zur Mahnung“ - Einfriedung: verputzte Ziegelmauer, ein Teil Scheunenaußenmauer in Klinker, Pfeilerabdeckung teilweise mit Sandsteinplatten | 08965664 |
| Weitere Bilder | Transformatorenstation | Zum Dorfplatz (Karte)    | Nach 1920                                                              | In zentraler, ortsbildprägender Lage befindlicher schlanker, hoher Baukörper mit ausschwingendem Pyramidendach, Zeugnis der Elektrifizierung, von technik- und versorgungsgeschichtlicher Bedeutung. Leicht konisch sich verjüngender Turm, in Ziegel, verputzt, Sockel in Klinker, ausschwingendes Pyramidendach (Biberschwanzdeckung) und auskragende Holztraufe, originale Rundbogentür mit Klinkergewände, saniert. | 08965661 |
|                | Wohnhaus, daran angebautes Seitengebäude, Auszugshaus (mit angebautem weiteren Seitengebäude), Scheune und Hofpflaster eines Dreiseithofes                | Zum Dorfplatz 22 (Karte) | 19. Jahrhundert                                                        | Hofanlage von weitgehend original erhaltener Struktur und Substanz, typisches und schönes Beispiel ländlicher, regionaler Bau- und Lebensweise, ortsbildprägend und baugeschichtlich von Bedeutung. - Bauernhaus: zweigeschossig, verputzt, Erdgeschoss massiv Lehm, Obergeschoss in Fachwerk, Krüppelwalmdach (Biberschwanzdeckung), seitlicher Erweiterungsbau mit Frackdach, originale Fenster teilweise erhalten, Auszugshaus: eingeschossig, verputzt, Satteldach (Biberschwanzdeckung), hoher Drempel, im Giebel zwei Segmentbogenfenster, im Erdgeschoss Rechteckfenster, hofseitig originales hölzernes Portal mit Oberlicht - 1. Stall: roter Klinker, Satteldach (Biberschwanzdeckung), Segmentbogenfenster- und türen - 2. Stall: roter Klinker, Feld- und Bruchsteinsockel in Außenwand, Satteldach (Biberschwanzdeckung), Segmentbogenfenster und -türen - Scheune: vermutlich massiv Lehm, verputzt, Satteldach (Biberschwanzdeckung), original hofseitig zwei Holztore, originales Hofpflaster mit Feldsteinen, Einfriedung vollkommen neu in Klinker, Eisenstabzaun mit Pfeilenden, Pfeiler mit Sandsteinplattenabdeckung | 08965662 |

## Tabellenlegende
- Bild: Bild des Kulturdenkmals, ggf. zusätzlich mit einem Link zu weiteren Fotos des Kulturdenkmals im Medienarchiv Wikimedia Commons. Wenn man auf das Kamerasymbol klickt, können Fotos zu Kulturdenkmalen aus dieser Liste hochgeladen werden:
- Bezeichnung: Denkmalgeschützte Objekte und ggf. Bauwerksname des Kulturdenkmals
- Lage: Straßenname und Hausnummer oder Flurstücknummer des Kulturdenkmals. Die Grundsortierung der Liste erfolgt nach dieser Adresse. Der Link (Karte) führt zu verschiedenen Kartendiensten mit der Position des Kulturdenkmals. Fehlt dieser Link, wurden die Koordinaten noch nicht eingetragen. Sind diese bekannt, können sie über ein Tool mit einer Kartenansicht einfach nachgetragen werden. In dieser Kartenansicht sind Kulturdenkmale ohne Koordinaten mit einem roten bzw. orangen Marker dargestellt und können durch Verschieben auf die richtige Position in der Karte mit Koordinaten versehen werden. Kulturdenkmale ohne Bild sind an einem blauen bzw. roten Marker erkennbar.
- Datierung: Baubeginn, Fertigstellung, Datum der Erstnennung oder grobe zeitliche Einordnung entsprechend des Eintrags in der sächsischen Denkmaldatenbank
- Beschreibung: Kurzcharakteristik des Kulturdenkmals entsprechend des Eintrags in der sächsischen Denkmaldatenbank, ggf. ergänzt durch die dort nur selten veröffentlichten Erfassungstexte oder zusätzliche Informationen
- ID: Vom Landesamt für Denkmalpflege Sachsen vergebene, das Kulturdenkmal eindeutig identifizierende Objekt-Nummer. Der Link führt zum PDF-Denkmaldokument des Landesamtes für Denkmalpflege Sachsen. Bei ehemaligen Kulturdenkmalen können die Objektnummern unbekannt sein und deshalb fehlen bzw. die Links von aus der Datenbank entfernten Objektnummern ins Leere führen. Ein ggf. vorhandenes Icon  führt zu den Angaben des Kulturdenkmals bei Wikidata.

## Ausführliche Denkmaltexte
1. Wirtschaftsgarten des Rittergutes Gotha:
  - Einfriedung:
    - ursprünglich (Zier-)Gartenanlage westlich des Herrenhauses, Areal jedoch nach 1945 überbaut (Lindenstraße 27/28), von der straßenseitigen Einfriedung Natursteinmauerwerkssockel mit Abschluss  aus gelben Klinkern erhalten (obere Teile modern ergänzt)
    - ehemaliger Wirtschaftsgarten (?) westlich des Gutshofs mit Ziegelmauer umfriedet

  - Gewässer:
    - östlicher Schilfteich nördlich des Gutes (am Südufer einzelne markante Altbäume)
    - Lindelbach zwischen Teich und ehemaligem Gutshof-Areal

  - Vegetation/Ausstattung: 
    - nach Abriss der Wirtschaftsgebäude Gutshof jetzt begrünt (Rasenfläche), im Osten eine neue Allee-Pflanzung (Plastik „Denkende Muse“ als Endpunkt, Kopie des in Machern vorhandenen Exemplars?/Englisches Dreieck im Schlosspark)
    - vor der Nordseite des Herrenhauses stattliche Rosskastanien (Aesculus hippocastanum) als einziger Altbaum im Bereich des früheren Gutshofes erhalten
    - an der Südseite des früheren Gartens eine Reihe Linden (darunter einige Altexemplare)
    - im südöstlichen Randbereich des ehemaligen Gutshofes wurde in jüngerer Zeit nach Abbruch des dortigen Wirtschaftsgebäudes das Kriegerdenkmal (vorher bei Lindenstraße 11) neu aufgestellt

Deutung/Bewertung: Von ursprünglichen Freiraumgestaltungen des Gutes sind lediglich Relikte erhalten (Einfriedungsteile, wenige Altbäume, kein Gartendenkmal).
2. ↑  Wirtschaftsgarten des Rittergutes Gotha:
  - Einfriedung:
    - ursprünglich (Zier-)Gartenanlage westlich des Herrenhauses, Areal jedoch nach 1945 überbaut (Lindenstraße 27/28), von der straßenseitigen Einfriedung Natursteinmauerwerkssockel mit Abschluss  aus gelben Klinkern erhalten (obere Teile modern ergänzt)
    - ehemaliger Wirtschaftsgarten (?) westlich des Gutshofs mit Ziegelmauer umfriedet

  - Gewässer:
    - östlicher Schilfteich nördlich des Gutes (am Südufer einzelne markante Altbäume)
    - Lindelbach zwischen Teich und ehemaligem Gutshof-Areal

  - Vegetation/Ausstattung: 
    - nach Abriss der Wirtschaftsgebäude Gutshof jetzt begrünt (Rasenfläche), im Osten eine neue Allee-Pflanzung (Plastik „Denkende Muse“ als Endpunkt, Kopie des in Machern vorhandenen Exemplars?/Englisches Dreieck im Schlosspark)
    - vor der Nordseite des Herrenhauses stattliche Rosskastanien (Aesculus hippocastanum) als einziger Altbaum im Bereich des früheren Gutshofes erhalten
    - an der Südseite des früheren Gartens eine Reihe Linden (darunter einige Altexemplare)
    - im südöstlichen Randbereich des ehemaligen Gutshofes wurde in jüngerer Zeit nach Abbruch des dortigen Wirtschaftsgebäudes das Kriegerdenkmal (vorher bei Lindenstraße 11) neu aufgestellt

Deutung/Bewertung: Von ursprünglichen Freiraumgestaltungen des Gutes sind lediglich Relikte erhalten (Einfriedungsteile, wenige Altbäume, kein Gartendenkmal).